# 大龍街
大龍街，位於台灣台北市大同區孔子廟前，為南北走向，位於民權西路至哈密街之間，路寬11公尺，全長1,400公尺，於1975年完工。

鄰近台北捷運淡水線圓山站2號出口，是一條雙線雙程行車的街道。夜晚化身成為大龍街夜市，街道兩旁食肆林立，方滷肉飯是當地的得獎美食。2012年七夕期間，曾經為街舞大賽的表演場地。

## 外部連結
- 大龍街夜市 臺北旅遊網 （页面存档备份，存于）